# First Channel – Teleschool
First Channel – Teleschool (gruz. პირველი არხი – ტელესკოლა), dawniej jako 2TV – drugi kanał gruzińskiego nadwcy publicznego Georgian Public Broadcaster. Stacja nadawała w latach 1991–2023. 
26 marca 2020 podczas pandemii COVID-19 nadawca GPB ogłosił, że od 30 marca kanał zostanie przekształcony w format edukacyjny pod nową nazwą First Channel – Teleschool. 
17 grudnia 2023 GPB ogłosiło zakończenie działalności kanału. 